# Die Ausreißer – Der Weg zurück
Die Ausreißer – Der Weg zurück ist eine Doku-Soap im Fernsehprogramm von RTL. Die erste Staffel besteht aus fünf Folgen, die ab dem 23. Januar 2008 liefen. Ab Januar und Februar 2009 war die zweite Staffel im Fernsehen zu sehen, die acht Folgen beinhaltete. Die Ausstrahlung der dritten Staffel begann im Januar 2010.
Nach fünf Jahren Pause, begann die vierte Staffel am 23. März 2015. Diese wurde nach zwei Folgen wegen zu geringer Zuschauerzahlen wieder abgesetzt.

## Das Konzept
Die Serie widmet sich Familien, deren Kinder von zu Hause weggelaufen sind und nun als Straßenkinder leben. Der Streetworker und diplomierte Sozialpädagoge Thomas Sonnenburg versucht mit seiner 14-jährigen Berufserfahrung die Familienprobleme zu lösen und das Kind zu einer Rückkehr zu bewegen. Erstes Ziel von Thomas Sonnenburg ist es, die Jugendlichen von der Straße zu holen und ihnen eine neue Lebensperspektive zu bieten. Sonnenburg ist für die Doku-Soap in ganz Deutschland unterwegs.

## Auszeichnungen
Das Format war am 7. Mai 2008 beim Internationalen Fernsehfestival Rose d’Or in Luzern in der Kategorie „Reality“ nominiert.
Am 12. Oktober 2008 wurde die Serie mit dem Deutschen Fernsehpreis in der Kategorie Beste Reality-Sendung ausgezeichnet.

## Kritik
Die Sendung wurde unter anderem von Panorama und Zapp kritisiert, da sie zum einen keinen realen Bezug zur tatsächlichen Arbeit eines Streetworkers aufzeigt, denn diese besitzen gar nicht die Möglichkeiten wie sie in der Sendung dargestellt werden und zum anderen sogar teilweise durch ihr mediales Auftreten die Arbeit von karitativen Einrichtungen und helfenden Organisationen behindert und/oder negativ beeinflusst.
Die Hauptkritik aus der Fachöffentlichkeit bezog sich jedoch vor allem auf die Veröffentlichung der Namen, der Wohnorte und der Lebensumstände der jugendlichen Protagonisten. Die Bloßstellung der Jugendlichen, die normalerweise durch das Jugend- und Datenschutzgesetz geschützt sind, soll nach Aussage betroffener Eltern, mittels juristisch verklausulierter Verträge zwischen ihnen und der Produktionsfirma ermöglicht worden sein. Einwände der Betroffenen seien mit dem Hinweis auf diese Verträge und entsprechende Strafzahlungen ignoriert worden.